# Láska a jiné pohromy
Láska a jiné pohromy (v anglickém originále Love and Other Disasters) je romantická komedie z roku 2006, natočená v britsko-francouzské koprodukci režisérem Alekem Keshishianem podle vlastního scénáře. 

## Děj
Emily „Jacks“ Jacksonová žije v Londýně, i když strávila dětství v Americe. Pracuje jako asistentka editorky britského časopisu Vogue a bydlí s gayem, idealistickým scenáristou Peterem. Nedaří se jí stále vymanit ze vztahu se svým expartnerem Jamesem. Spolubydlícího Petera se neustále snaží s někým seznámit. Přitom však přehlédne, že i o ni někdo stojí. Tím někým je Paolo, argentinský asistent jednoho z fotografů Vogue, o kterém si původně myslela, že je také gay. Všichni postupně poznají své chyby a dospějí ke šťastnému konci.

## Obsazení
Postavy a obsazení v pořadí podle uvedení v titulcích filmu:

### Hlavní role
| Brittany Murphyová | Emily „Jacks“ Jacksonová          |
| Matthew Rhys       | Peter Simon, Jacksin spolubydlící |
| Catherine Tate     | Tallulah Riggs-Wentworthová       |
| Santiago Cabrera   | Paolo Sarmiento                   |

### Vedlejší role
| Elliot Cowan              | James Wildstone, Jacksin expartner          |
| Stephanie Beacham         | Felicity Riggs-Wentworthová, matka Tallulah |
| Jamie Sives               | Finlay McMillian                            |
| Michael Lerner            | Marvin Bernstein                            |
| Will Keen                 | David Williams                              |
| Dawn Frenchová            | terapeutka                                  |
| Adam Rayner               | Tom aneb domnělý David                      |
| Richard Wilson            | oddávající                                  |
| Angus Deayton             | celebrita                                   |
| Frédéric Anscombre        | Sasha Santori                               |
| Philippine Leroy-Beaulieu | Daphne Spring                               |
| Samantha Bloomová         | Pandora                                     |
| Daniel Lobé               | Freedom                                     |
| Anthony MacMurray         | Klauss Fassbinder                           |
| Jamie Honeybourne         | Unicorn Gallagher                           |
| Gwyneth Paltrow           | sama sebe hrající Jacks – cameo             |
| Orlando Bloom             | sám sebe hrající Paola – cameo              |

## Uvedení v Česku
České znění filmu vzniklo v roce 2007 ve studiu LS Productions dabing pro distribuční společnost Magic Box. 
| Andrea Elsnerová      | „Jacks“                           |
| Jan Šťastný           | Peter Simon                       |
| Saša Rašilov          | Paolo Sarmiento                   |
| Radka Stupková        | Tallulah Riggs-Wentworthová       |
| Otakar Brousek mladší | James Wildstone                   |
| Jan Maxián            | Tom a Orlando Bloom hrající Paola |
| Zbyšek Pantůček       | Sasha Santori                     |
| Valérie Zawadská      | Felicity Riggs-Wentworthová       |
| Jitka Moučková        | Pandora                           |
| Martina Hudečková     | terapeutka                        |
| Petra Hanžlíková      | Gwyneth Paltrow hrající Jacks     |
| Luděk Čtvrtlík        |                                   |
| Tomáš Juřička         |                                   |
| Zdeněk Maryška        |                                   |